# Левино (Калузька область)
Левино (рос. Левино) — присілок в Мединському районі Калузької області Російської Федерації.
Населення становить 28 осіб. Входить до складу муніципального утворення Село Нікітське.

## Історія
Від 2004 року входить до складу муніципального утворення Село Нікітське.

## Населення
1. Н/Д[2]